# سعيد آيت مسعودان
سعيد آيت مسعودان (1933-2009) أول طيار جزائري ومجاهد ووزير سابق في عهدي الرئيسين الجزائريين، هواري بومدين والشاذلي بن جديد

## نشاته
ولد سعيد آيت مسعودان في 25 يوليو 1933 ببلدية حد الصحاري، بولاية الجلفة من أسرة محافظة كانت تسكن في زاوية عين أغلال تعلم فيها القرأن الكريم وبعد إتمامه للطور الابتدائي انتقل إلى مدينة البليدة رفقة خاله ليواصل دراسته في الطور الإكمالي. ليتم فتح مسابقة الدارسة بكلية الطيران بفرنسا بالثانوية التقنية بروسفور ليحصل على شهادة بكالوريا بتقدير «جيد جدا»، ويدخل الكلية العسكرية ضمن ثاني دفعة بمدرسة «صالون دو بروفونس» بمرسيليا سنة 1955، وكان على رأس الناجحين بالدفعة.

## التحاقه بالثورة الجزائرية
اختير ايت مسعودان ضمن قوات منظمة حلف شمال الأطلسي بقاعدة مراكش بالمغرب، لترتب بعدها اتصالات التحاقه بجيش التحرير، عقب لقاء جمعه ببوداود نائب عبد الحفيظ بوصوف، سنة 1957، أفضى إلى تجنيده لصالح الثورة الجزائرية، من مكان تواجده بمراكش واكتشفت السلطات الفرنسية الاستعمارية أمره بعد تلقيها لمعلومات بشأن سعيد آيت مسعودان أفضى بنفيه إلى ثكنة كولومار بفرنسا لكن هذا لم يفشل عزيمته للالتحاق بركب الثورة حيث خطط قياديو الثورة لعملية هروبه من الثكنة كولومار ليلتحق بجيش التحرير مجددا من ألمانيا بعد أن استقبله سفير الحكومة الجزائرية المؤقتة السيد عبد الحفيظ كيرمان وهو باتجاه إيطاليا ودخل بعدها إلى تونس سنة 1958 حيث كلف بتكوين الطيارين الجزائريين في عدة دول صديقة منها الصين والاتحاد السوفياتي والعراق لكونه كان من أوائل الطيارين الجزائريين.

## بعد الاستقلال
بعد استقلال الجزائر عن الاحتلال الفرنسي سنة 1962 أشرف ايت مسعودان على تكوين سلاح الجو بالجزائر ثم عين في منصب مستشار الرئيس الراحل هواري بومدين وكان من أقرب الناس إليه كما كان له الحط أن أشرف على نقل رفات الأمير عبد القادر الجزائري من دمشق إلى الجزائر سنة 1965.
وبعد مدة تم تعيينه مدير للخطوط الجوية الجزائرية. ثم شغل مناصب وزارية منها وزير للبريد والمواصلات 22 ديسمبر 1972 إلى 23 أبريل 1977. ثم وزير الصحة من 23 أبريل 1977 إلى 8 مارس 1978، ثم وزير الصناعات الخفيفة من 8 مارس 1979 إلى 22 يناير 1984. وكان آخر منصب سياسي له بين سنتي 1987 و 1992 حيث عين نائب رئيس البرلمان الجزائري ليعتزل العمل السياسي.

## وفاته
في يوم الخميس 1 يناير 2009 توفي سعيد آيت مسعودان عن عمر ناهز الـ 75 سنة بعد مرض عضال بمستشفى عين النعجة العسكري بالجزائر العاصمة ليوارى عليه التراب في اليوم الموالي بمقبرة العالية بحضور حشد كبير من المسؤولين والوزراء والإطارات السامية بالدولة الجزائرية.